# 아칸어 위키백과

아칸어 위키백과는 아칸어로 운영되는 위키백과 언어판이다. 2004년에 시작되었다. 기호는 ak이다.